# Pasang Dawa Lama

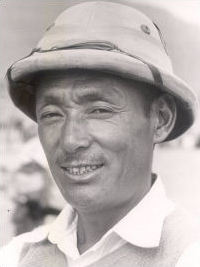
Pasang Dawa Lama (1955)

Pasang Dawa Lama (* 1912; † 15. September 1982 in Darjiling) war als Bergsteiger einer der Erstbesteiger des Cho Oyu, Hochträger, Sirdar und Angehöriger des Volkes der Sherpa.
Pasang Dawa Lama, der neben Tenzing Norgay, Ang Tharkey und Gyalzen Norbu der prominenteste Sherpa des 20. Jahrhunderts war, sollte ursprünglich buddhistischer Lama werden, doch er wurde Hochträger und Bergsteiger. 1937 bestieg er mit dem Engländer Freddie Spencer Chapman den 7314 m hohen Chomolhari. Zwei Jahre später, am 19. Juni 1939 erreichte er gemeinsam mit Fritz Wiessner fast den Gipfel des K2, wegen der hereinbrechenden Nacht weigerte sich Pasang jedoch, weiter zu gehen.
1953 durchquerte Pasang gemeinsam mit Herbert Tichy und zwei weiteren Sherpas zum ersten Mal Westnepal, wobei er den Pasang Peak im Patrasi Himal und drei 6000er erstbestieg. Am 1. Juni 1954 erreicht er mit einer argentinischen Expedition am Dhaulagiri eine Höhe von 7900 m. Am 19. Oktober 1954 gelingt ihm mit Herbert Tichy und dem Tiroler Sepp Jöchler die Erstbesteigung des 8188 m hohen Cho Oyu. Kurz vorher ermöglichte Pasang den Erfolg der Expedition, indem er binnen zweieinhalb Tagen mit einem Provianttransport einen Höhenunterschied von 4800 m zurücklegte. 
Bei der erfolgreichen Schweizer Himalaya-Expedition 1956 nahm er als Sirdar teil.
Als Mitglied einer indischen Expedition bestieg Pasang 1958 den Cho Oyu ein zweites Mal, 1959 nahm er unter der Leitung von Fritz Moravec am erfolglosen Besteigungsversuch des Dhaulagiri teil. Pasang und Karl Prein mussten am 27. Mai 1959 nach mehrmaligen Versuchen auf einer Höhe von 7800 m wegen Sturmes umkehren.